# La Chanson des vieux amants
Pistes de Jacques Brel 67
Les Bonbons 67 À jeun
La Chanson des vieux amants est une chanson célèbre de Jacques Brel sur la durabilité de l'amour, co-composée avec son pianiste Gérard Jouannest et enregistrée par Brel en 1967.

## La chanson
La chanson des vieux amants, collaboration entre Jacques Brel et le pianiste Gérard Jouannest, parait en 1967, en super 45 tours et sur l’album Brel 1967.

## Thème
Le texte évoque la durabilité de l'amour, compris comme une relation symétrique et non comme une possession, et la nécessité de savoir continuer à s'enthousiasmer malgré les ans qui passent.

## Citations
Il nous fallut bien du talent
Pour être vieux sans être adultes.

## Reprises et adaptations

### Reprises
La chanson des vieux amants a également été chantée par :
- Juliette Gréco en 1971 sur l'album Face à face
- Judy Collins en 1967 sur l'album Wildflowers
- Isabelle Aubret en 1975 (titre repris dans un album qu'elle consacre à Jacques Brel)
- Maxime Le Forestier en 1989, album Bataclan 1989
- Sylvie Vartan en 1995, album Au Casino de Paris
- Maurane en 1999, album live Maurane à l'Olympia et en 2018, album studio Brel
- Pierre Bachelet (en duo avec Patricia Grillo) en 2003, album Tu ne nous quittes pas (Bachelet chante Brel)
- Alison Moyet en 2004, album Voice
- Florent Pagny en 2007, album Pagny chante Brel (accompagné au piano par Yvan Cassar)
- Plácido Domingo et Zaz en 2012, album Songs
- Slimane en 2018, album Solune
- Isabelle Boulay en 2014 sur l'album Ne me quitte pas : un hommage à Jacques Brel
- Bruno Pelletier en 2007 sur l'album Bruno Pelletier et le GrosZorchestre
- Dan Bigras en 2007 sur l'album 1992-2002 tout...
- Nara Noïan en 2013 sur l'album 5
- Paloma Berganza
- Maria Bill
- Yuri Buenaventura sur l'album Paroles (2015)
- Frédéric Viale version instrumentale (accordéon, basse, batterie) dans l'album La Belle Chose en 2013
- Michel Leeb dans le film Daddy Cool (2017)

- Melody Gardot album hommage à Brel, Ces gens là (2019)

- Roberto Alagna album Le Chanteur (2020)

### Adaptations
- en allemand : Lied von den alten Liebenden, notamment par Gisela May.
- en anglais : Song for old lovers, notamment par Phil Minton.
- en corse : I vechji amanti, par le groupe Barbara Furtuna.
- en hébreu : Ahava bat 20, chantée notamment par le chanteur israélien Yossi Banaï.
- en italien : La canzone dei vecchi amanti, chantée notamment par Franco Battiato et Rossana Casale.
- en néerlandais : Liefde van later, par Herman van Veen (1969).
- en tchèque : Lásko má, par Hana Hegerová.
- en kreol morisien : La Chanson des vieux amants, par Lisa Ducasse.
- en portugais : Viejos Amantes, par Mísia.